# Skuggan av ett brott
Skuggan av ett brott är en svensk stumfilm från 1917 i regi av Konrad Tallroth. 

## Om filmen
Filmen premiärvisades 10 april 1917 på biograf Regina i Stockholm. Filmen spelades in vid Svenska Biografteaterns ateljé på Lidingö av Ragnar Westfelt. 

## Roller i urval
- Konrad Tallroth - Paul Förster, läkare
- Märta Halldén - Irma Rossbach, husföreståndarinna
- Ragnar Widestedt - Konrad Bartels, läkare
- William Larsson - Buchwald, professor, arkeolog, Pauls morbror